# Úszás az 1988. évi nyári olimpiai játékokon
Az 1988. évi nyári olimpiai játékokon az úszásban harmincegy versenyszámban avattak olimpiai bajnokot. A program az előző olimpiához képest az 50 méteres férfi és női gyorsúszással bővült. Ez volt az első olimpia, amelyen 50 méteres gyorsúszásban versenyt tartottak.

## Éremtáblázat
(A táblázatokban a magyar csapat eltérő háttérszínnel, az egyes számoszlopok legmagasabb értéke vagy értékei vastagítással kiemelve.)
| Az 1988. évi nyári olimpiai játékok éremtáblázata úszásban | Az 1988. évi nyári olimpiai játékok éremtáblázata úszásban | Az 1988. évi nyári olimpiai játékok éremtáblázata úszásban | Az 1988. évi nyári olimpiai játékok éremtáblázata úszásban | Az 1988. évi nyári olimpiai játékok éremtáblázata úszásban | Olimpia  |
| ---------------------------------------------------------- | ---------------------------------------------------------- | ---------------------------------------------------------- | ---------------------------------------------------------- | ---------------------------------------------------------- | -------- |
|                                                            | Ország                                                     | Arany                                                      | Ezüst                                                      | Bronz                                                      | Összesen |
| 1.                                                         | NDK (GDR)                                                  | 11                                                         | 8                                                          | 9                                                          | 28       |
| 2.                                                         | Egyesült Államok (USA)                                     | 8                                                          | 6                                                          | 4                                                          | 18       |
| 3.                                                         | Magyarország (HUN)                                         | 4                                                          | 2                                                          | 0                                                          | 6        |
| 4.                                                         | Szovjetunió (URS)                                          | 2                                                          | 2                                                          | 5                                                          | 9        |
| 5.                                                         | Ausztrália (AUS)                                           | 1                                                          | 1                                                          | 1                                                          | 3        |
| 5.                                                         | Bulgária (BUL)                                             | 1                                                          | 1                                                          | 1                                                          | 3        |
| 5.                                                         | Nagy-Britannia (GBR)                                       | 1                                                          | 1                                                          | 1                                                          | 3        |
| 5.                                                         | NSZK (FRG)                                                 | 1                                                          | 1                                                          | 1                                                          | 3        |
| 9.                                                         | Japán (JPN)                                                | 1                                                          | 0                                                          | 0                                                          | 1        |
| 9.                                                         | Suriname (SUR)                                             | 1                                                          | 0                                                          | 0                                                          | 1        |
|                                                            |                                                            |                                                            |                                                            |                                                            |          |
| 11.                                                        | Kína (CHN)                                                 | 0                                                          | 3                                                          | 1                                                          | 4        |
| 12.                                                        | Kanada (CAN)                                               | 0                                                          | 1                                                          | 1                                                          | 2        |
| 12.                                                        | Románia (ROU)                                              | 0                                                          | 1                                                          | 1                                                          | 2        |
| 14.                                                        | Costa Rica (CRC)                                           | 0                                                          | 1                                                          | 0                                                          | 1        |
| 14.                                                        | Dánia (DEN)                                                | 0                                                          | 1                                                          | 0                                                          | 1        |
| 14.                                                        | Hollandia (NED)                                            | 0                                                          | 1                                                          | 0                                                          | 1        |
| 14.                                                        | Svédország (SWE)                                           | 0                                                          | 1                                                          | 0                                                          | 1        |
|                                                            |                                                            |                                                            |                                                            |                                                            |          |
| 18.                                                        | Franciaország (FRA)                                        | 0                                                          | 0                                                          | 2                                                          | 2        |
| 18.                                                        | Új-Zéland (NZL)                                            | 0                                                          | 0                                                          | 2                                                          | 2        |
| 20.                                                        | Lengyelország (POL)                                        | 0                                                          | 0                                                          | 1                                                          | 1        |
| 20.                                                        | Olaszország (ITA)                                          | 0                                                          | 0                                                          | 1                                                          | 1        |
| 20.                                                        | Spanyolország (ESP)                                        | 0                                                          | 0                                                          | 1                                                          | 1        |
|                                                            |                                                            |                                                            |                                                            |                                                            |          |
| Összesen                                                   | Összesen                                                   | 31                                                         | 31                                                         | 32                                                         | 94       |

## Férfi
Férfi úszásban tizenhat – tizenhárom egyéni és három váltó – versenyszámot írtak ki.

### Éremtáblázat
| Az 1988. évi nyári olimpiai játékok éremtáblázata férfi úszásban | Az 1988. évi nyári olimpiai játékok éremtáblázata férfi úszásban | Az 1988. évi nyári olimpiai játékok éremtáblázata férfi úszásban | Az 1988. évi nyári olimpiai játékok éremtáblázata férfi úszásban | Az 1988. évi nyári olimpiai játékok éremtáblázata férfi úszásban | Olimpia  |
| ---------------------------------------------------------------- | ---------------------------------------------------------------- | ---------------------------------------------------------------- | ---------------------------------------------------------------- | ---------------------------------------------------------------- | -------- |
|                                                                  | Ország                                                           | Arany                                                            | Ezüst                                                            | Bronz                                                            | Összesen |
| 1.                                                               | Egyesült Államok (USA)                                           | 5                                                                | 5                                                                | 1                                                                | 11       |
| 2.                                                               | Magyarország (HUN)                                               | 3                                                                | 1                                                                | 0                                                                | 4        |
| 3.                                                               | Szovjetunió (URS)                                                | 2                                                                | 1                                                                | 5                                                                | 8        |
| 4.                                                               | NDK (GDR)                                                        | 1                                                                | 3                                                                | 2                                                                | 6        |
| 5.                                                               | Nagy-Britannia (GBR)                                             | 1                                                                | 1                                                                | 1                                                                | 3        |
| 5.                                                               | NSZK (FRG)                                                       | 1                                                                | 1                                                                | 1                                                                | 3        |
| 7.                                                               | Ausztrália (AUS)                                                 | 1                                                                | 1                                                                | 0                                                                | 2        |
| 8.                                                               | Japán (JPN)                                                      | 1                                                                | 0                                                                | 0                                                                | 1        |
| 8.                                                               | Suriname (SUR)                                                   | 1                                                                | 0                                                                | 0                                                                | 1        |
|                                                                  |                                                                  |                                                                  |                                                                  |                                                                  |          |
| 10.                                                              | Dánia (DEN)                                                      | 0                                                                | 1                                                                | 0                                                                | 1        |
| 10.                                                              | Kanada (CAN)                                                     | 0                                                                | 1                                                                | 0                                                                | 1        |
| 10.                                                              | Svédország (SWE)                                                 | 0                                                                | 1                                                                | 0                                                                | 1        |
|                                                                  |                                                                  |                                                                  |                                                                  |                                                                  |          |
| 13.                                                              | Új-Zéland (NZL)                                                  | 0                                                                | 0                                                                | 2                                                                | 2        |
| 14.                                                              | Franciaország (FRA)                                              | 0                                                                | 0                                                                | 1                                                                | 1        |
| 14.                                                              | Lengyelország (POL)                                              | 0                                                                | 0                                                                | 1                                                                | 1        |
| 14.                                                              | Olaszország (ITA)                                                | 0                                                                | 0                                                                | 1                                                                | 1        |
| 14.                                                              | Spanyolország (ESP)                                              | 0                                                                | 0                                                                | 1                                                                | 1        |
|                                                                  |                                                                  |                                                                  |                                                                  |                                                                  |          |
| Összesen                                                         | Összesen                                                         | 16                                                               | 16                                                               | 16                                                               | 48       |

### Érmesek
- WR – világrekord
- OR – olimpiai rekord

| Az 1988. évi nyári olimpiai játékok érmesei férfi úszásban | |          | |          | |          |
| Versenyszám                                                | Arany | Arany    | Ezüst | Ezüst    | Bronz | Bronz    |
| 50 m gyors                                                 | Matt Biondi · Egyesült Államok (USA)                                                                                         | 22,14    | Tom Jager · Egyesült Államok (USA) | 22,36    | Gennagyij Prigoda · Szovjetunió (URS) | 22,71    |
| 100 m gyors                                                | Matt Biondi · Egyesült Államok (USA)                                                                                         | 48,63    | Chris Jacobs · Egyesült Államok (USA) | 49,08    | Stéphan Caron · Franciaország (FRA) | 49,62    |
| 200 m gyors                                                | Duncan Armstrong · Ausztrália (AUS)                                                                                          | 1:47,25  | Anders Holmertz · Svédország (SWE) | 1:47,89  | Matt Biondi · Egyesült Államok (USA) | 1:47,99  |
| 400 m gyors                                                | Uwe Daßler · NDK (GDR) | 3:46,95  | Duncan Armstrong · Ausztrália (AUS) | 3:47,15  | Artur Wojdat · Lengyelország (POL) | 3:47,34  |
| 1500 m gyors                                               | Vlagyimir Szalnyikov · Szovjetunió (URS)                                                                                     | 15:00,40 | Stefan Pfeiffer · NSZK (FRG) | 15:02,69 | Uwe Daßler · NDK (GDR) | 15:06,15 |
| 100 m hát                                                  | Szuzuki Daicsi · Japán (JPN)                                                                                                 | 55,05    | David Berkoff · Egyesült Államok (USA) | 55,18    | Igor Poljanszkij · Szovjetunió (URS) | 55,20    |
| 200 m hát                                                  | Igor Poljanszkij · Szovjetunió (URS)                                                                                         | 1:59,37  | Frank Baltrusch · NDK (GDR) | 1:59,60  | Paul Kingsman · Új-Zéland (NZL) | 2:00,48  |
| 100 m mell                                                 | Adrian Moorhouse · Nagy-Britannia (GBR)                                                                                      | 1:02,04  | Güttler Károly · Magyarország (HUN) | 1:02,05  | Dmitrij Volkov · Szovjetunió (URS) | 1:02,20  |
| 200 m mell                                                 | Szabó József · Magyarország (HUN)                                                                                            | 2:13,52  | Nick Gillingham · Nagy-Britannia (GBR) | 2:14,12  | Sergio López · Spanyolország (ESP) | 2:15,21  |
| 100 m pillangó                                             | Anthony Nesty · Suriname (SUR)                                                                                               | 53,00    | Matt Biondi · Egyesült Államok (USA) | 53,01    | Andy Jameson · Nagy-Britannia (GBR) | 53,30    |
| 200 m pillangó                                             | Michael Groß · NSZK (FRG) | 1:56,94  | Benny Nielsen · Dánia (DEN) | 1:58,24  | Anthony Mosse · Új-Zéland (NZL) | 1:58,28  |
| 200 m vegyes                                               | Darnyi Tamás · Magyarország (HUN)                                                                                            | 2:00,17  | Patrick Kühl · NDK (GDR) | 2:01,61  | Vadim Jaroscsuk · Szovjetunió (URS) | 2:02,40  |
| 400 m vegyes                                               | Darnyi Tamás · Magyarország (HUN)                                                                                            | 4:14,75  | David Wharton · Egyesült Államok (USA) | 4:17,36  | Stefano Battistelli · Olaszország (ITA) | 4:18,01  |
| 4 × 100 m gyorsváltó                                       | Egyesült Államok (USA) · Chris Jacobs · Troy Dalbey · Tom Jager · Matt Biondi · Doug Gjertsen* · Brent Lang* · Shaun Jordan* | 3:16,53  | Szovjetunió (URS) · Gennagyij Prigoda · Iurie Başcatov · Nyikolaj Jevszejev · Volodimir Tkacsenko · Raimundas Mažuolis* · Olekszij Boriszlavszkij* | 3:18,33  | NDK (GDR) · Dirk Richter · Thomas Flemming · Lars Hinneburg · Steffen Zesner | 3:19,82  |
| 4 × 200 m gyorsváltó                                       | Egyesült Államok (USA) · Troy Dalbey · Matt Cetlinski · Doug Gjertsen · Matt Biondi · Craig Oppel* · Dan Jorgensen*          | 7:12,51  | NDK (GDR) · Uwe Daßler · Sven Lodziewski · Thomas Flemming · Steffen Zesner · Lars Hinneburg*                                                      | 7:13,68  | NSZK (FRG) · Erik Hochstein · Thomas Fahrner · Rainer Henkel · Michael Groß · Peter Sitt* · Stefan Pfeiffer*                                                                    | 7:14,35  |
| 4 × 100 m vegyes váltó                                     | Egyesült Államok (USA) · David Berkoff · Richard Schroeder · Matt Biondi · Chris Jacobs · Jay Mortenson* · Tom Jager*        | 3:36,93  | Kanada (CAN) · Mark Tewksbury · Victor Davis · Tom Ponting · Sandy Goss                                                                            | 3:39,28  | Szovjetunió (URS) · Igor Poljanszkij · Dmitrij Volkov · Vadim Jaroscsuk · Gennagyij Prigoda · Szergej Zabolotnov* · Valerij Lozik* · Konsztantyin Petrov* · Nyikolaj Jevszejev* | 3:39,96  |

* - a versenyző az előfutamban vett részt, és kapott is érmet

## Női
Női úszásban tizenöt – tizenhárom egyéni és két váltó – versenyszámot írtak ki.

### Éremtáblázat
| Az 1988. évi nyári olimpiai játékok éremtáblázata női úszásban | Az 1988. évi nyári olimpiai játékok éremtáblázata női úszásban | Az 1988. évi nyári olimpiai játékok éremtáblázata női úszásban | Az 1988. évi nyári olimpiai játékok éremtáblázata női úszásban | Az 1988. évi nyári olimpiai játékok éremtáblázata női úszásban | Olimpia  |
| -------------------------------------------------------------- | -------------------------------------------------------------- | -------------------------------------------------------------- | -------------------------------------------------------------- | -------------------------------------------------------------- | -------- |
|                                                                | Ország                                                         | Arany                                                          | Ezüst                                                          | Bronz                                                          | Összesen |
| 1.                                                             | NDK (GDR)                                                      | 10                                                             | 5                                                              | 7                                                              | 22       |
| 2.                                                             | Egyesült Államok (USA)                                         | 3                                                              | 1                                                              | 3                                                              | 7        |
| 3.                                                             | Bulgária (BUL)                                                 | 1                                                              | 1                                                              | 1                                                              | 3        |
| 4.                                                             | Magyarország (HUN)                                             | 1                                                              | 1                                                              | 0                                                              | 2        |
|                                                                |                                                                |                                                                |                                                                |                                                                |          |
| 5.                                                             | Kína (CHN)                                                     | 0                                                              | 3                                                              | 1                                                              | 4        |
| 6.                                                             | Románia (ROU)                                                  | 0                                                              | 1                                                              | 1                                                              | 2        |
| 7.                                                             | Costa Rica (CRC)                                               | 0                                                              | 1                                                              | 0                                                              | 1        |
| 7.                                                             | Hollandia (NED)                                                | 0                                                              | 1                                                              | 0                                                              | 1        |
| 7.                                                             | Szovjetunió (URS)                                              | 0                                                              | 1                                                              | 0                                                              | 1        |
|                                                                |                                                                |                                                                |                                                                |                                                                |          |
| 10.                                                            | Ausztrália (AUS)                                               | 0                                                              | 0                                                              | 1                                                              | 1        |
| 10.                                                            | Franciaország (FRA)                                            | 0                                                              | 0                                                              | 1                                                              | 1        |
| 10.                                                            | Kanada (CAN)                                                   | 0                                                              | 0                                                              | 1                                                              | 1        |
|                                                                |                                                                |                                                                |                                                                |                                                                |          |
| Összesen                                                       | Összesen                                                       | 15                                                             | 15                                                             | 16                                                             | 46       |

### Érmesek
| Az 1988. évi nyári olimpiai játékok érmesei női úszásban |                                                                                |            |                                                                                      |         |                                                                                 |         |
| Versenyszám                                              | Arany                                                                          | Arany      | Ezüst                                                                                | Ezüst   | Bronz                                                                           | Bronz   |
| 50 m gyors                                               | Kristin Otto · NDK (GDR)                                                       | 25,49      | Jang Ven-ji (Yang Wenyi) · Kína (CHN)                                                | 25,64   | Jill Sterkel · Egyesült Államok (USA)Katrin Meißner · NDK (GDR)                 | 25,71   |
| 100 m gyors                                              | Kristin Otto · NDK (GDR)                                                       | 54,93      | Csuang Jung (Zhuang Yong) · Kína (CHN)                                               | 55,47   | Catherine Plewinski · Franciaország (FRA)                                       | 55,49   |
| 200 m gyors                                              | Heike Friedrich · NDK (GDR)                                                    | 1:57,65    | Silvia Poll Ahrens · Costa Rica (CRC)                                                | 1:58,67 | Manuela Stellmach · NDK (GDR)                                                   | 1:59,01 |
| 400 m gyors                                              | Janet Evans · Egyesült Államok (USA)                                           | 4:03,85    | Heike Friedrich · NDK (GDR)                                                          | 4:05,94 | Anke Möhring · NDK (GDR)                                                        | 4:06,62 |
| 800 m gyors                                              | Janet Evans · Egyesült Államok (USA)                                           | 8:20,20    | Astrid Strauß · NDK (GDR)                                                            | 8:22,09 | Julie McDonald · Ausztrália (AUS)                                               | 8:22,93 |
| 100 m hát                                                | Kristin Otto · NDK (GDR)                                                       | 1:00,89    | Egerszegi Krisztina · Magyarország (HUN)                                             | 1:01,56 | Cornelia Sirch · NDK (GDR)                                                      | 1:01,57 |
| 200 m hát                                                | Egerszegi Krisztina · Magyarország (HUN)                                       | 2:09,29    | Katrin Zimmermann · NDK (GDR)                                                        | 2:10,61 | Cornelia Sirch · NDK (GDR)                                                      | 2:11,45 |
| 100 m mell                                               | Tanya Dangalakova · Bulgária (BUL)                                             | 1:07,95    | Antoaneta Frenkeva · Bulgária (BUL)                                                  | 1:08,74 | Silke Hörner · NDK (GDR)                                                        | 1:08,83 |
| 200 m mell                                               | Silke Hörner · NDK (GDR)                                                       | 2:26,71 WR | Huang Hsziao-min (Huang Xiaomin) · Kína (CHN)                                        | 2:27,49 | Antoaneta Frenkeva · Bulgária (BUL)                                             | 2:28,34 |
| 100 m pillangó                                           | Kristin Otto · NDK (GDR)                                                       | 59,00      | Birte Weigang · NDK (GDR)                                                            | 59,45   | Csien Hung (Qian Hong) · Kína (CHN)                                             | 59,52   |
| 200 m pillangó                                           | Kathleen Nord · NDK (GDR)                                                      | 2:09,51    | Birte Weigang · NDK (GDR)                                                            | 2:09,91 | Mary T. Meagher · Egyesült Államok (USA)                                        | 2:10,80 |
| 200 m vegyes                                             | Daniela Hunger · NDK (GDR)                                                     | 2:12,59    | Jelena Gyengyeberova · Szovjetunió (URS)                                             | 2:13,31 | Noëmi Ildiko Lung · Románia (ROU)                                               | 2:14,85 |
| 400 m vegyes                                             | Janet Evans · Egyesült Államok (USA)                                           | 4:37,76    | Noëmi Ildiko Lung · Románia (ROU)                                                    | 4:39,46 | Daniela Hunger · NDK (GDR)                                                      | 4:39,76 |
| 4 × 100 m gyorsváltó                                     | NDK (GDR) · Kristin Otto · Katrin Meißner · Daniela Hunger · Manuela Stellmach | 3:40,63    | Hollandia (NED) · Marianne Muis · Mildred Muis · Conny van Bentum · Karin Brienesse  | 3:43,39 | Egyesült Államok (USA) · Mary Wayte · Mitzi Kremer · Laura Walker · Dara Torres | 3:44,25 |
| 4 × 100 m vegyes váltó                                   | NDK (GDR) · Kristin Otto · Silke Hörner · Birte Weigang · Katrin Meißner       | 4:03,74    | Egyesült Államok (USA) · Beth Barr · Tracey McFarlane · Janel Jorgensen · Mary Wayte | 4:07,90 | Kanada (CAN) · Lori Melien · Allison Higson · Jane Kerr · Andrea Nugent         | 4:10,49 |